# Glogovik
Glogovik (izvirno srbsko Глоговик) je naselje v Srbiji, ki upravno spada pod Občino Tutin; slednja pa je del Raškega upravnega okraja.

## Demografija
V naselju živi 119 polnoletnih prebivalcev, pri čemer je njihova povprečna starost 33,2 let (32,8 pri moških in 33,6 pri ženskah). Naselje ima 32 gospodinjstev, pri čemer je povprečno število članov na gospodinjstvo 4,91.
|  |

| Demografija | Demografija     | Demografija     |
| Leto        | Št. prebivalcev | Št. prebivalcev |
| ----------- | --------------- | --------------- |
|             |                 |                 |
|             |                 |                 |
|             |                 |                 |
|             |                 |                 |
| 1948        | 290             |                 |
| 1953        | 316             |                 |
| 1961        | 357             |                 |
| 1971        | 275             |                 |
| 1981        | 301             |                 |
| 1991        | 261             | 258             |
| 2002        | 210             | 157             |
|             |                 |                 |

| Etnična sestava po popisu iz leta 2002 | Etnična sestava po popisu iz leta 2002 | Etnična sestava po popisu iz leta 2002 | Etnična sestava po popisu iz leta 2002 | Etnična sestava po popisu iz leta 2002 |
| -------------------------------------- | -------------------------------------- | -------------------------------------- | -------------------------------------- | -------------------------------------- |
| Bošnjaki                               | Bošnjaki                               |                                        | 151                                    | 96,17%                                 |
| Muslimani                              | Muslimani                              |                                        | 6                                      | 3,82%                                  |
| Neznano                                | Neznano                                |                                        | 0                                      | 0,0%                                   |